# 小島慶子とミッツ・マングローブのオールナイトニッポンGOLD
『小島慶子とミッツ・マングローブのオールナイトニッポンGOLD』（こじまけいことミッツマングローブのオールナイトニッポンゴールド）は、ニッポン放送で2013年10月9日から2014年12月17日まで毎週水曜日の22:00 - 24:00に放送されていたラジオ番組である。

## 番組概要
2013年4月から始まった「小島慶子のオールナイトニッポンGOLD」をリニューアルしたうえで、新たにミッツ・マングローブがパーソナリティに加わることになった。
番組開始後、小島はオーストラリアへ生活拠点を移したため、当番組への出演が負担となっていったため2014年12月17日の放送で小島とミッツによる番組は終了。翌年2015年1月7日よりミッツ単独で「ミッツ・マングローブのオールナイトニッポンGOLD」をスタートさせた。

## パーソナリティ
- 小島慶子
- ミッツ・マングローブ

小島が仕事の都合でミッツ単独で担当することがある。その場合は番組タイトルも「ミッツ・マングローブのオールナイトニッポンGOLD」になる。

## ゲスト

### 2013年
- 10月16日 - 朝井リョウ
- 10月23日 - 大久保佳代子
- 10月30日 - 紫吹淳
- 12月11日 - 本田武史

### 2014年
- 01月08日 - 猪子寿之
- 02月05日 - クリス松村･マツコ・デラックス
- 02月19日 - 山崎バニラ
- 04月16日 - 星屑スキャット･中塚武
- 04月23日 - 徳光和夫･ナイツ
- 05月14日 - クリス松村
- 06月11日 - 草野仁
- 08月13日 - クリス松村
- 09月03日 - 竹内まりや
- 10月01日 - 星屑スキャット
- 10月22日 - 松任谷正隆
- 11月05日 - 平井堅
- 12月04日 - 町亞聖
- 12月11日 - 駒井千佳子

## ピンチヒッター

### 2014年
- 01月01日 - 初笑いスペシャル（うしろシティなどが出演）
- 03月26日 - ユニコーン
- 07月16日 - GLAY
- 08月27日 - デーモン閣下・大槻ケンヂ
- 10月08日 - さかいゆう（映画「LOVE SESSION」スペシャル）　（アシスト：荘口彰久・ゲスト：大谷ノブ彦）
- 11月12日 - miwa

## できごと

### 2014年
1. 11月19日 - 「今日は誰もメールを送ってきていない」と発言後、メールサーバーがダウンしていたことが判明し、謝罪した。